# Хижозеро (озеро, Медвежьегорский район)
Хижозеро — озеро на территории Пиндушского и Повенецкого городских поселений Медвежьегорского района Республики Карелия.

## Общие сведения
Площадь озера — 17,6 км². Располагается на высоте 113,4 м над уровнем моря.
Форма озера продолговатая, вытянутая с северо-запада на юго-восток. Берега озера каменисто-песчаные, местами заболоченные.
В озеро втекают порядка десяти рек и ручьёв. Наиболее крупные из них: Ванжозерка и Карбозерка (в северо-западную оконечность озера), Окуньручей, вытекающий из Окуньозера (с запада), Корбас (с северо-востока).
Из юго-восточной оконечности озера, протекая Салмозеро, вытекает река Салмозёрка, впадающая в Волозеро.
В озере более двух десятков островов, не имеющих название, однако их количество может варьироваться в зависимости от уровня воды.
Код объекта в государственном водном реестре — 01040100611102000018862.